# 柯林
柯林（Judson Dwight Collins，1823年—1852年）是美以美会派往中国的先锋传教士。
1823年，柯林出生在美国密歇根州农村一个虔诚的卫理宗家庭，弟兄姊妹共有8人。在大学期间，柯林决心前往中国传教，但是美以美会在那里还没有差会，于是在毕业后，先在Albion College教书2年，1847年被召到纽约，任命为长老，夫妇2人成为美以美会派往中国的第一对传教士。4月15日，他们登船航行，4个多月后到达中国的一个通商口岸福州。为了向周围人传福音，柯林开办了2所学校，还和其他传教士合作翻译圣经，并向人分发。1850年，他担任福州差会负责人。1851年由于染病返回美国。1852年去世。